# ابي كازوشكي
ابي كازوشكي (باليابانية: 阿部和重؛ بالكانا: あべ かずしげ) هو كاتب ياباني، ولد 23 سبتمبر 1968 في هيغاشينا، ياماغاتا،ويعتبر من الكتاب اليابانيين المعاصرين.
في عام 2004 حصل على جائزة أكوتاغاوا 132 لكتابه حول الاستغلال الجنسي للأطفال باسم النهاية الكبرى وجائزة تانيزاكي عام 2010 لمسدسات. كان ابي في لجنة اختيارالرواية السنوية السوبر «المجند المبتدأ» من عام 2001 حتى عام 2005.

## روابط خارجية
- ابي كازوشكي على موقع IMDb (الإنجليزية)